# Trono de Tutankamón

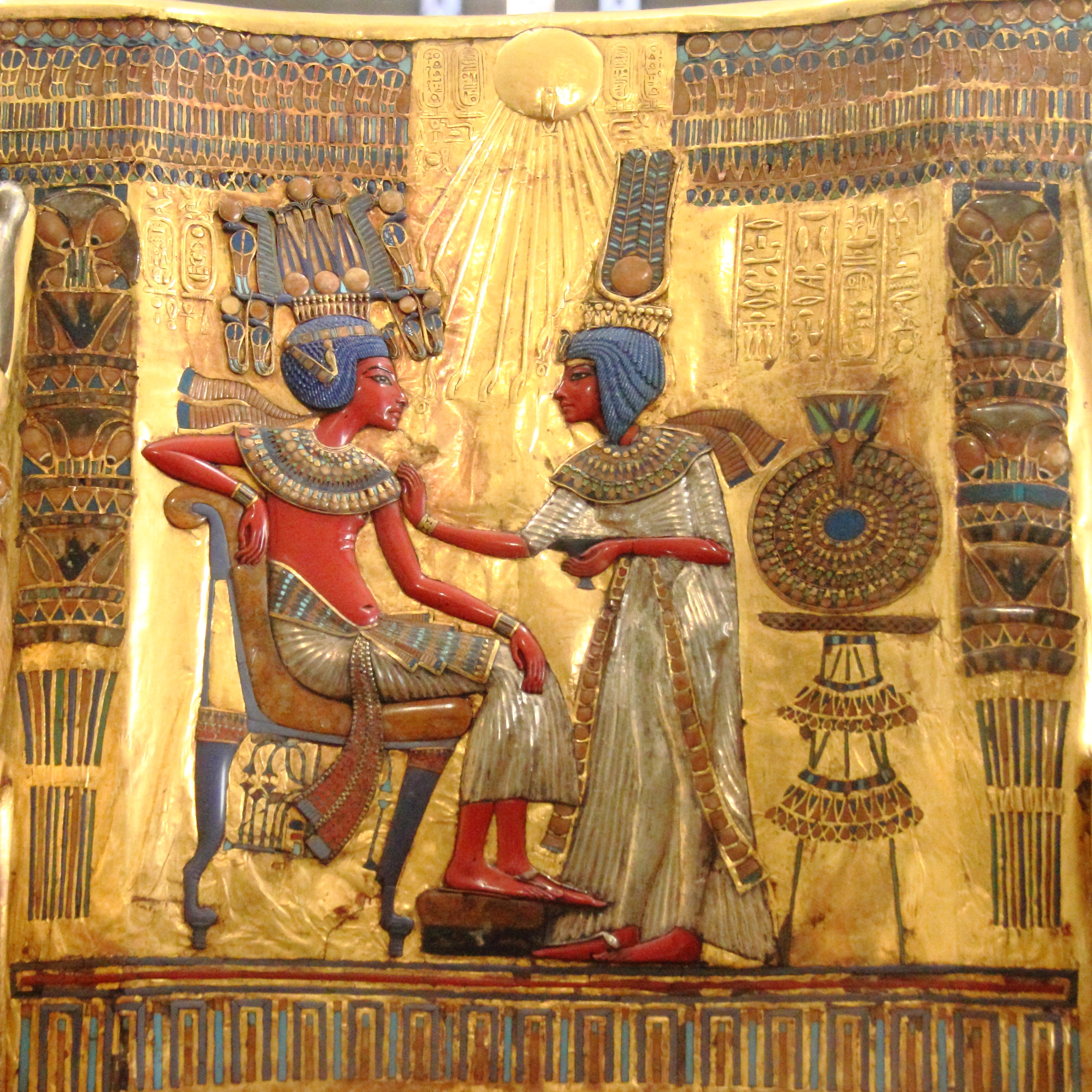
Escena íntima entre el rey y su Gran Esposa Real. La herencia artística de Amarna siguió vigente durante su reinado. Incluso el dios caído Atón brinda sus rayos protectores dando vida al igual que lo hacía con Ajenatón y Nefertiti. Detalle del respaldo del trono ceremonial de Tutankamón.

El Trono de Tutankamón, conocido también como Trono Real de Tutankamón o Trono ceremonial de Tutankamón, fue elaborado por los artistas egipcios, formaba parte del ajuar funerario de la tumba del faraón Tutankamón, descubierta en 1922 en la necrópolis egipcia del Valle de los Reyes, en árabe Uadi Biban Al-Muluk (وادي بيبان الملوك).

## Hallazgo e historia
El trono fue hallado por el arqueólogo Howard Carter en el interior de la tumba de Tutankamón (KV62), situada en el Valle de los Reyes (Egipto), (única tumba real encontrada intacta en esta necrópolis) y se cree que pudo ser utilizado en vida por Tutankamón, 'imagen viva de Amón', faraón perteneciente a la dinastía XVIII de Egipto, que reinó de 1336/5 a 1327/5 a. C.

## Descripción
El trono está construido en oro laminado con imágenes en sobrerrelieve. El estilo y motivo artístico utilizado es el del Período de Amarna. 
Se observa a la pareja real, Tutankamón y su Gran Esposa Real, la Dadora de Herederos, la reina Anjesenamón, quien fuera una de las hijas de Nefertiti y el rey hereje Ajenaton.
El motivo es una escena familiar íntima, donde la reina se inclina en actitud protectora y afectuosa junto al rey, tan habitual en los relieves observados en Ajetatón, sean en tumbas, edificios o estelas de demarcación.
El estilo de las figuras aun es el típico de Amarna; con cuellos largos y estilizados, cráneos alargados y mandíbulas prominentes, junto a vientres abultados.
A pesar de que la vuelta a la ortodoxia religiosa ya había operado durante el reinado de Tutankamón, la pareja real todavía se encuentra bajo el dios Atón quién domina las alturas y extiende sus rayos terminados en manos que ofrecen Anj (símbolo de vida) a los reyes. El nombre del joven rey aparece en distintos cartuchos tanto en su primera forma de Tutankatón como en la segunda de Tutankamón.
- La pieza se exhibe de forma permanente en el Museo Egipcio de El Cairo.